# Krátery
Die Krátery (deutsch: Krater) ist ein stark bewaldeter Basaltkegel südöstlich von Horní Hraničná (deutsch: Oberkunreuth) in Nordböhmen. Der Gipfel liegt auf 587 m n.m. inmitten des Svatokřížský les (deutsch: Heiligenkreuzwald) im tschechischen Teil des Kohlwalds im Fichtelgebirge.

## Geographie
Nördlich des Gipfels verläuft eine Straße von Cheb (deutsch: Eger) nach Dolní Hraničná (deutsch: Unterkunreuth).
In der geomorphologischen Gliederung des Nachbarlandes Tschechien wird auch das Chebská pahorkatina (deutsch: Egerer Hügelland) dem (Hohen) Fichtelgebirge als Haupteinheit Smrčiny (I3A-1) zugeordnet.

## Geschichte
An der Ostseite verlief in früheren Jahren eine wichtige Straße nach Eger.

## Bauwerke
Nördlich gegenüber auf der Zelená hora stehen ein Sendeturm des tschechischen Rundfunks sowie ein Bismarckturm.

## Karten
- Fritsch Wanderkarte 1:50.000, Blatt 52, Naturpark Fichtelgebirge – Steinwald